# Dobromilice
Dobromilice (en allemand : Dobromilitz) est une commune du district de Prostějov, dans la région d'Olomouc, en République tchèque. Sa population s'élevait à 824 habitants en 2023.

## Géographie
Dobromilice se trouve à 6 km à l'ouest-nord-ouest de Němčice nad Hanou, à 13 km au sud-sud-est de Prostějov, à 28 km au sud-sud-ouest d'Olomouc et à 211 km à l'est-sud-est de Prague.
La commune est limitée par Vřesovice au nord, par Pivín et Víceměřice à l'est, par Doloplazy au sud-est, par Želeč au sud et par Hradčany-Kobeřice à l'ouest.

## Histoire
La première mention écrite de la localité date de 1280.

## Transports
Par la route, Dobromilice se trouve à 15 km de Prostějov, à 34 km d'Olomouc et à 259 km de Prague.

## Galerie

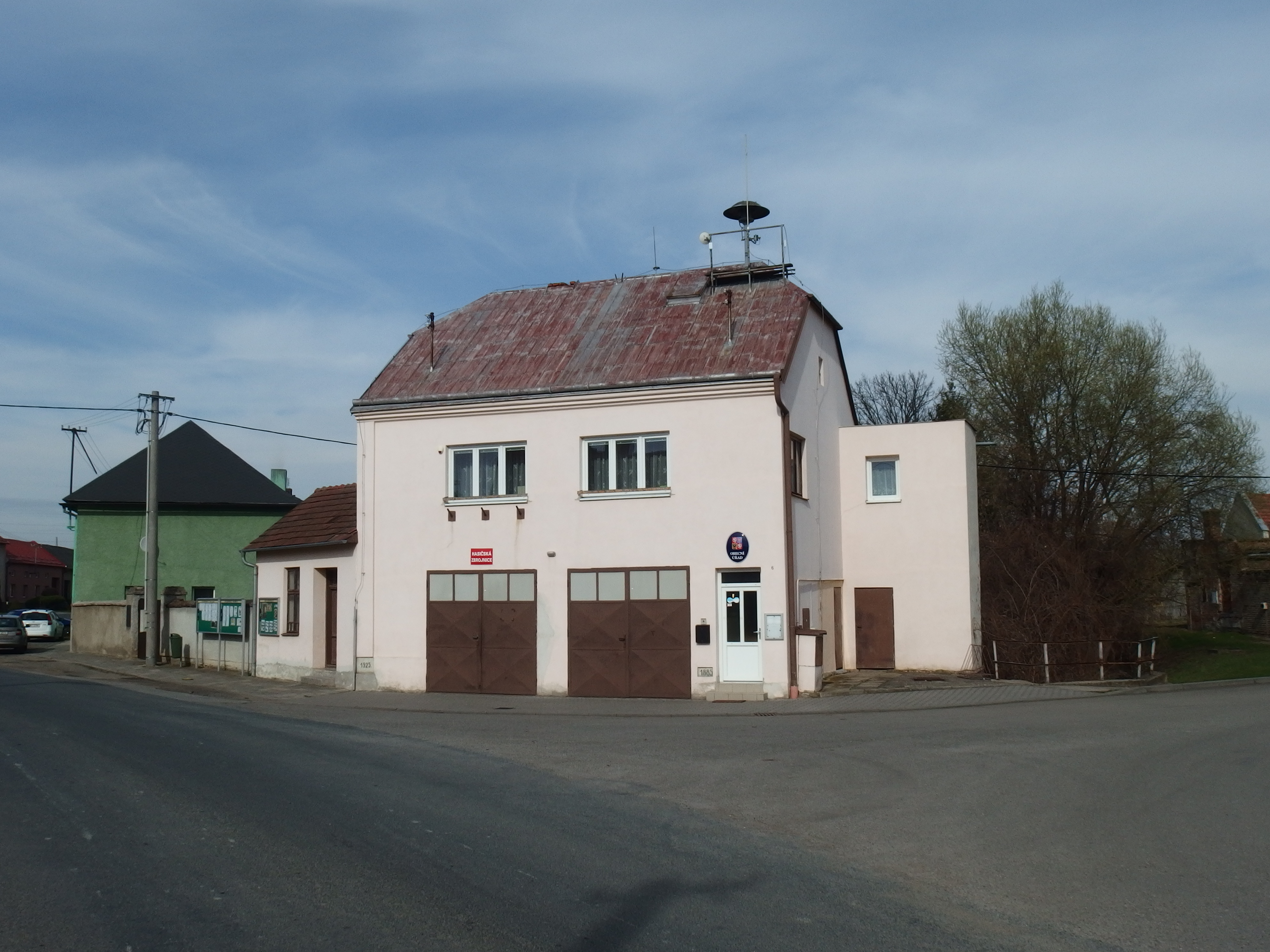
Dobromilice : la mairie.
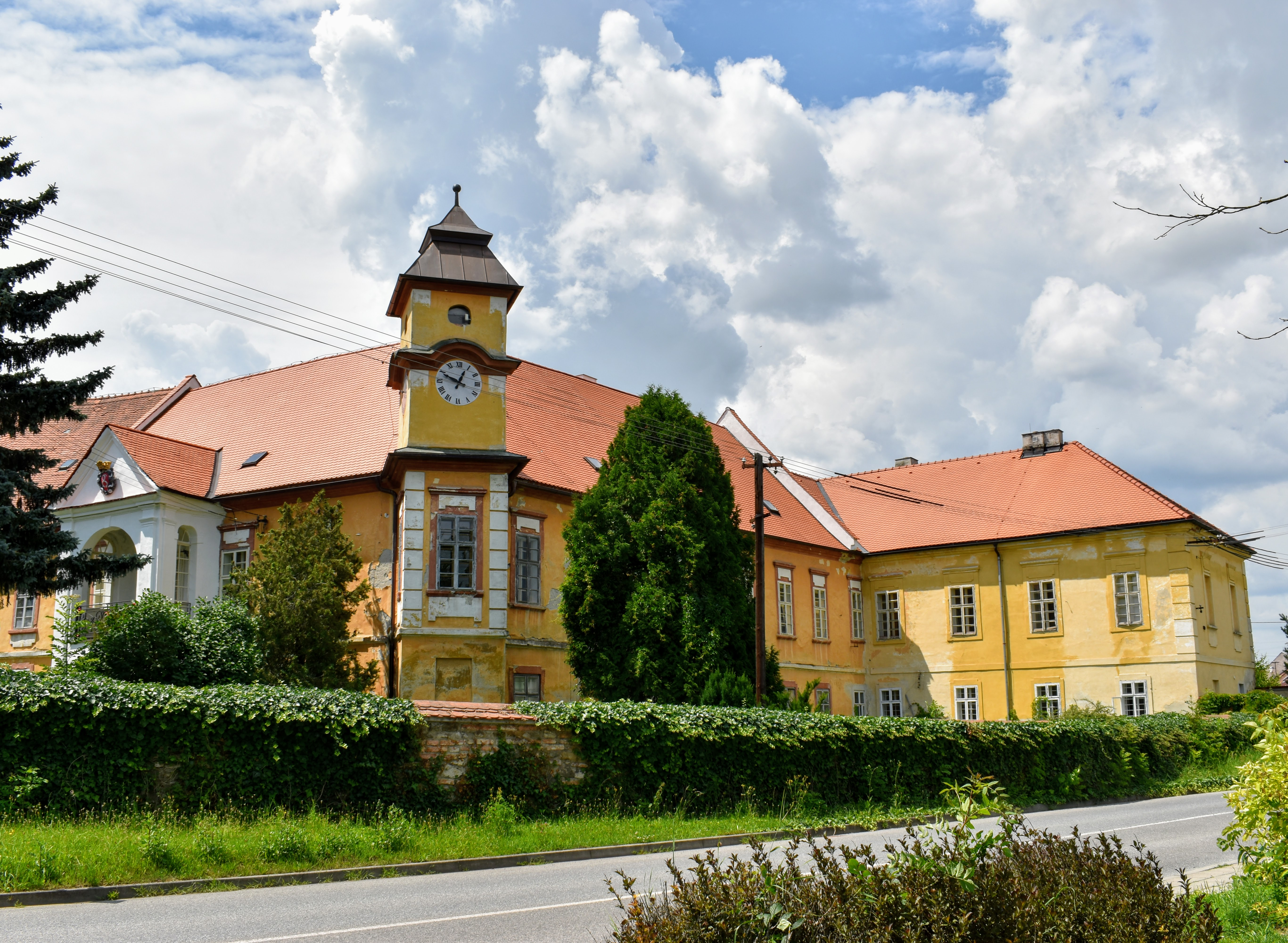
Château de Dobromilice.